# Porella princeps
Porella princeps är en mossdjursart som beskrevs av Norman 1903. Porella princeps ingår i släktet Porella och familjen Bryocryptellidae. Inga underarter finns listade i Catalogue of Life.